# Bořivoj I av Böhmen
Bořivoj I av Böhmen, död 889, var regerande hertig av Böhmen mellan 867 och 889. Han betraktas som den första historiskt dokumenterade monarken i hertigdömet Böhmen, och som grundaren av Huset Přemyslid.
Bořivoj I antog kristendomen år 884, vilket på allvar inledde kristningen av Böhmen från Stormähren, som Böhmen då var vasall till. Hans titel översattes till "hertig" när det tidigare hedniska Böhmen integrerades i det kristna Europa. 